# Суппичи, Альберто
Альбе́рто Ора́сио Суппи́чи (исп. Alberto Horacio Suppici; 20 ноября 1898, Колония-дель-Сакраменто — 21 июня 1981, Монтевидео) — уругвайский футбольный тренер, приведший сборную Уругвая к победе на первом чемпионате мира 1930 года.

## Биография
Футболом занимался с юношеского возраста, когда стал играть за детские и молодёжные команды «Насьоналя», за основу которого играл в 1915—1923 годах. В 18 лет основал в родном городе клуб «Пласа Колония». Затем работал преподавателем физической культуры.
В 1922—1923 годах в период раскола уругвайского футбола Суппичи возглавлял сборную Уругвая, представлявшую Федерацию футбола Уругвая (ФУФ). Под его руководством сборная ФУФ сыграла 5 игр с Аргентиной и  одну с Чили, из которых 3 матча выиграла, 2 раза сыграла вничью и лишь в одном уступила. Затем работал с юношами в «Пеньяроле».
С 1928 года тренировал сборную Уругвая. Официально его должность в сборной Уругвая на ЧМ-30 называлась «технический директор». На том турнире в его тренерский штаб также входили Педро Ариспе, Эрнесто Фиголи, Луис Греко и Педро Оливьери.
Суппичи известен своим волевым решением отчислить в последний момент из команды суперзвезду уругвайского футбола вратаря Андреса Масали, олимпийского чемпиона 1928 года, из-за нарушения спортивного режима. Однако, это решение не повлияло на итоговый результат и Уругвай всё равно выиграл домашний чемпионат мира.
В 1935 году Суппичи три месяца руководил клубом «Сентраль» (ныне — «Сентраль Эспаньол»), однако затем вновь полностью сосредоточился на сборной Уругвая, которой руководил до 1941 года, что является одним из лучших показателей по длительности пребывания на посту главного тренера этой сборной. В 1945 году руководил «Пеньяролем» в качестве главного тренера и привёл команду к титулу чемпиона Уругвая.
Альберто Суппичи умер в Монтевидео в возрасте 82 лет. В его честь назван стадион клуба «Пласа Колония» его родного города Колония-дель-Сакраменто.

## Титулы и достижения
- Чемпион Уругвая (7): 1915, 1916, 1917, 1919, 1920, 1922, 1923 (АУФ) (как игрок)
- Чемпион Уругвая: 1945 (как тренер)
- Чемпион мира: 1930 (как тренер)